# تاريخ فلاندرز
تصف هذه المقالة تاريخ فلاندرز . يسمى تعريف الإقليم "فلاندرز" ( (بالهولندية: Vlaanderen)‏ </link> )، الذي تباين عبر التاريخ.
قُسمت مقاطعة فلاندرز التاريخية الآن إلى دول مختلفة. وهي تشمل تقريبًا فلاندرز الزيلندية في هولندا، وفلاندرز الفرنسية في فرنسا، والمقاطعات البلجيكية من فلاندرز الغربية، وشرق فلاندرز بالإضافة إلى جزء من هينو. كانت مدينة غينت هي العاصمة.
يشير مصطلح "فلاندرز" اليوم إلى المنطقة الفلمنكية، وتُعرف على أنها الجزء الناطق بالهولندية من مملكة بلجيكا. وتضم قلب المقاطعة القديمة، فلاندرز الغربية وشرق فلاندرز ، بالإضافة إلى ثلاث مقاطعات أخرى مرتبطة بالثقافة في الشرق والتي لم تكن في الأصل جزءًا من فلاندرز. هذه هي مقاطعات أنتويرب والفلمنكية برابانت اللتان كانتا تاريخيًا جزءًا من دوقية برابانت، ومقاطعة ليمبورغ البلجيكية، التي كانت جزءًا من أمير أسقفية لييج. أصبحت مدينة بروكسل، التي كانت تاريخياً جزءًا من برابانت، جزءًا سياسيًا من المجتمع الفلمنكي ولكن ليس من المنطقة الفلمنكية.
كانت المقاطعات البلجيكية الحديثة في غرب وشرق فلاندرز دائمًا جزءًا من إقليم سياسي يُدعى فلاندرز ، في حين أن مقاطعات أنتويرب وفلميش برابانت وليمبورغ البلجيكية ،لم تكن كذلك على الرغم من الناطقين بالهولندية.

## التاريخ المبكر
تبدأ السجلات المكتوبة للمنطقة الفلمنكية في العصر الروماني. ترك يوليوس قيصر كتابه "تعليقات عن الحرب الغالية" عن الفترة التي قضاها في المنطقة. وصف قيصر "بلجيكا" أو " جاليا بلجيكا " على أنها أقصى شمال الأجزاء الثلاثة المتميزة من بلاد الغال، وجميع تعريفات فلاندرز تقع داخل هذه المنطقة البلجيكية الكبيرة. أطلق عليها السكان بشكل جماعي بلج. كانت الحدود هي بحر الشمال ونهر مارن وسين في الجنوب الغربي ونهر آردين في الجنوب الشرقي ونهر الراين في الشمال والشرق.
كانت مقاطعة فلاندرز القديمة داخل المنطقة البلجيكية مأهولة من قبل مينابي (وربما أيضًا بعض من مارساكي موريني [الإنجليزية]) التي امتدت أراضيها من دلتا نهر الراين - ميوز - شيلدت إلى الساحل الفلمنكي الحديث. وتمتد عميقاً عبر شيلدت، من برابانت إلى فرنسا الحديثة، عاش نيرفي [الإنجليزية]. سكنوا الجزء الشرقي من فلاندرز الحديثة من قبل الأيبورونوس، التي تشمل أراضيها كل أو معظم ليمبورغ البلجيكية الحديثة، وامتدت أيضًا إلى المناطق المجاورة لألمانيا. لم تكن الحدود الدقيقة لهذه المجموعات القبلية معروفة، لكنهم كانوا جميعًا جزءًا من تحالف بلجيكي قاتل ضد قيصر. ثم تحت الحكم الروماني، كان لكل من هذه المجموعات القبلية " سيفيتاس " أو دولة خاصة بها، ولكل منها عاصمة إدارية رومانية. بالنسبة إلى مينابي، هو كاسل، وبالنسبة لنيرفي هو بافاي. كلاهما موجودان الآن في شمال فرنسا وكانا داخل مقاطعة جاليا بيلجيكا الرومانية. كانت عاصمة سيفيتاس الوحيدة الآن في فلاندرز هي تونغرين، عاصمة التنغري، التي حلت محل ايبورونيس (أو ايبورونيس تحت اسم جديد).
إلى أي مدى كان موضوع هذه القبائل سلتيك، أو جرمانيا، أو أي شيء آخر لا يزال يخضع للنقاش التاريخي. ولكن بشكل عام، تأثرت المنطقة البلجيكية بالتأكيد باللغات والثقافة السلتية والجرمانية. يصف قيصر القبائل والأفراد الذين يحملون أسماء سلتيك، ولكنه يتذكر أيضًا قصة أن غالبية البلجيك لديهم أسلاف جاءوا من شرق نهر الراين، قبل هجرات سيمبري وتوتونيس في القرن الثاني قبل الميلاد. يصف قيصر القبائل البلجيكية الشمالية مثل مينابي و نيرفي بأنها بعيدة عن قواعد سلتيك الغالية الموجودة في ما يعرف اليوم بوسط فرنسا، ويشير على وجه التحديد إلى جيرانهم البلجيكيين الشرقيين، مثل إيبورونيس، باسم " سيسرنان جيرماني". أفاد عن أصل ألماني بين هذه القبائل وبحلول القرن الأول قبل الميلاد، ربما أصبحت اللغات الجرمانية سائدة بالفعل في شمال بلجيكا.

عندما تعرضت الإمبراطورية الرومانية في أواخر العصور الكلاسيكية لضغوط متزايدة من الجماعات القبلية الخارجية، أصبح ساحل فلاندرز نفسه جزءًا من " ساكسون شور "، التي كانت منطقة عسكرية تتعرض للهجوم من الغزاة " الساكسونيين " المنقولين بحراً. من اتجاه شمال ألمانيا. تعرضت الأجزاء الداخلية من فلاندرز الحديثة، برابانت وخاصة ليمبورغ، لضغوط من مجموعة الفرنجة من القبائل الجرمانية، عبر نهر الراين. في هذا الوقت بُنيت التحصينات الأساسية لأودنبورغ. في النهاية تحولت فرانكس ساليان الداخلية إلى المسيحية وحكمت ما هو حاليا شمال فرنسا، والمنطقة البلجيكية بأكملها. عوملوا على أنهم خلفاء لروما، ونشروا حكمهم في ألمانيا وحتى أجزاء من إيطاليا وإسبانيا. لكن المشاكل استمرت مع الغزوات والغارات من الفايكنج الجرمانيين في الشمال حتى العصور الوسطى.

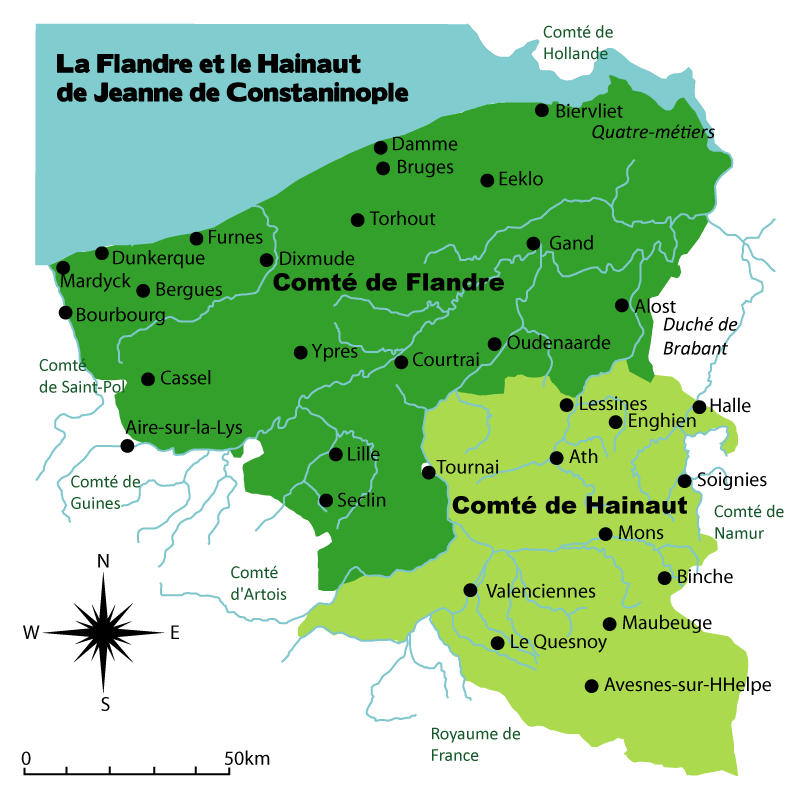
خريطة مقاطعات فلاندرز وهينو تحت حكم الكونتيسة جوان القسطنطينية
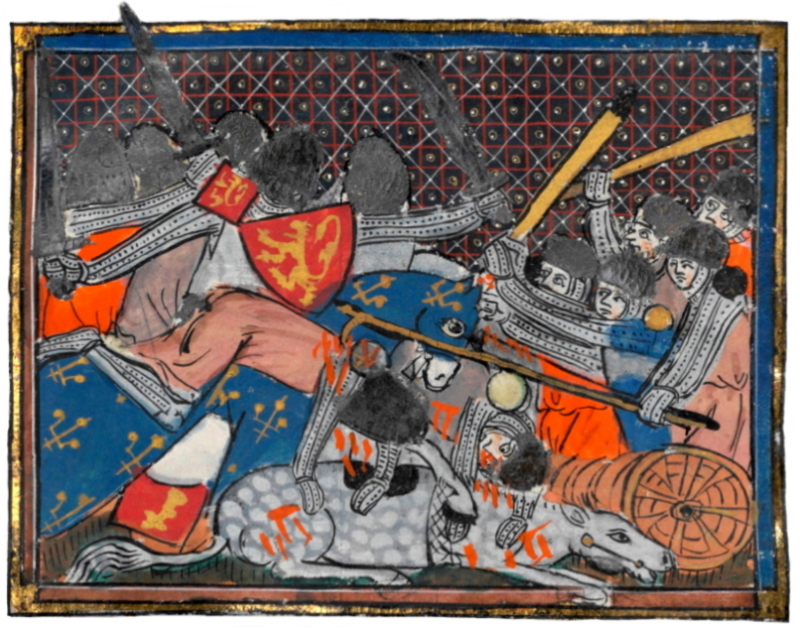
معركة كورتريك
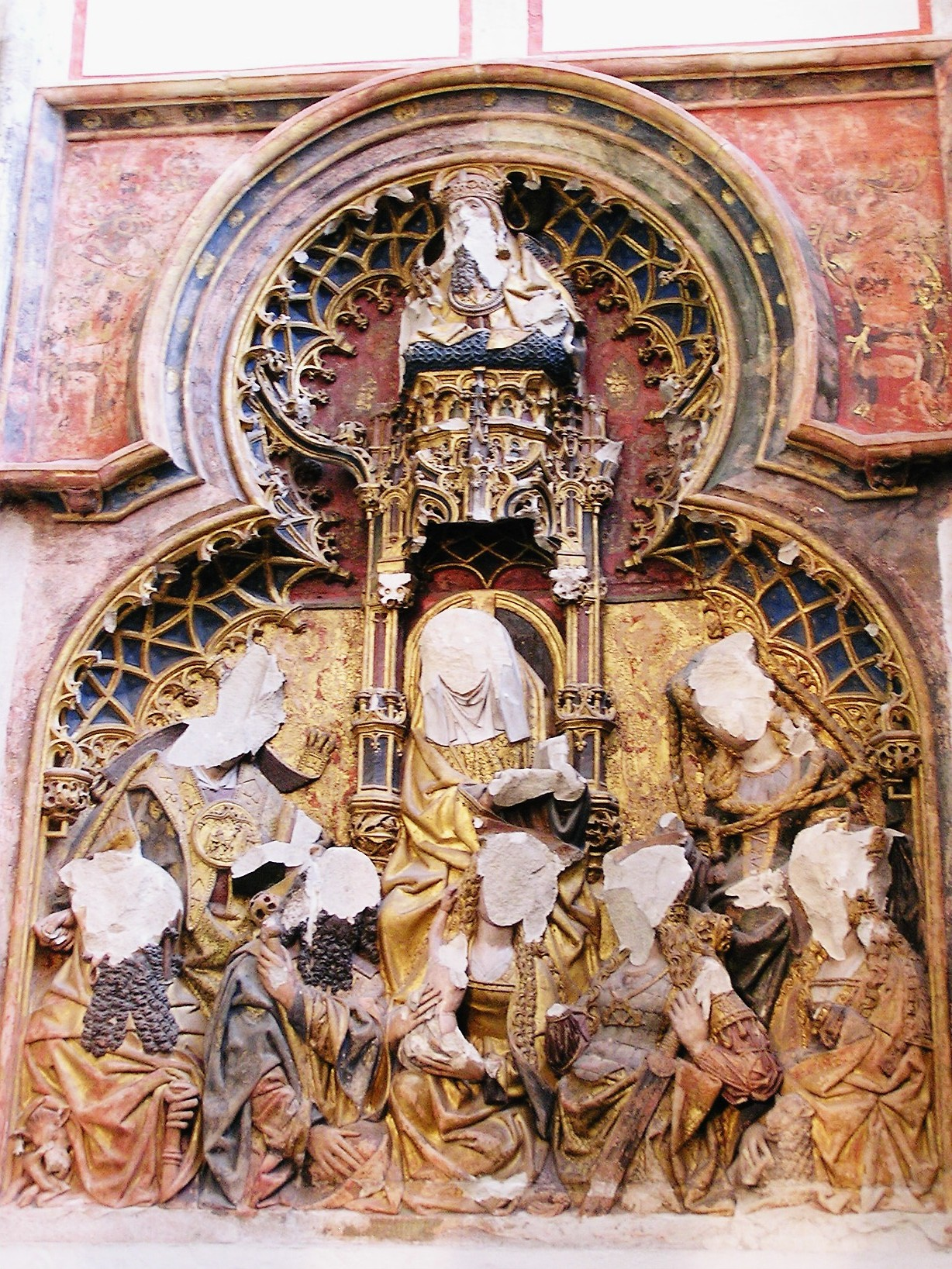
تماثيل الإغاثة في كاتدرائية سانت مارتن، أوتريخت، هوجمت في تحطيم الأيقونات الإصلاحية في القرن السادس عشر.

## فلاندرز التاريخية: مقاطعة فلاندرز
أُنشأت مقاطعة فلاندرز في عام 862 كإقطاعية في غرب فرنسا، سلف مملكة فرنسا. بعد فترة من القوة المتزايدة داخل فرنسا، قُسمت عندما سقطت مقاطعاتها الغربية تحت الحكم الفرنسي في أواخر القرن الثاني عشر ، وأصبحت الأجزاء المتبقية من فلاندرز تحت حكم مقاطعة هينو المجاورة عام 1191.
لعبت المجتمعات الحضرية المستقلة في الإقليم دورًا فعالًا في هزيمة المحاولة الفرنسية للضم (1300-1302) بشكل متزايد، وهزيمة الفرنسيين أخيرًا في معركة غولدن سبيرز (11 يوليو 1302)، بالقرب من كورتريك. هُزمت الانتفاضة بعد ذلك بعامين وظلت فلاندرز بشكل غير مباشر جزءًا من التاج الفرنسي. تضاءل الازدهار الفلمنكي في القرن التالي، مع ذلك، بسبب الانخفاض الواسع في عدد السكان الأوروبيين في أعقاب الموت الأسود عام 1348، وتعطل التجارة خلال حرب المائة عام الأنجلو-فرنسية (1338-1453)، وزيادة إنتاج القماش الإنجليزي. ذهب النساجون الفلمنكيون إلى وورستيد ونورث والشام في نورفولك في القرن الثاني عشر وأسسوا صناعة الصوف.
انتقلت المنطقة بأكملها في عام 1384 إلى دوقات بورغندي، الذين وحدوها سياسيًا في النهاية مع دوقية برابانت داخل الإمبراطورية الرومانية المقدسة . كانت هولندا البورغندية يحكمها خلفاؤها، ملوك هابسبورغ في إسبانيا بحلول عام 1556. بحلول هذا الوقت، أُزيلت فلاندرز من أراضي مملكة فرنسا، باستثناء أن بعض المناطق الغربية من فلاندرز خضعت للحكم الفرنسي بموجب معاهدات متتالية عام 1659 (أرتوا) و 1668 و 1678.
خلال أواخر العصور الوسطى، أصبحت مدن فلاندرز التجارية (ولا سيما غنت وبروج وإيبرس ) مرة أخرى واحدة من أغنى المناطق وأكثرها تحضرًا في أوروبا، حيث نُسج الصوف من الأراضي المجاورة الى قماش للاستخدام المحلي والتصدير. نشأت نتيجة لذلك ثقافة متطورة للغاية، مع إنجازات رائعة في الفنون والهندسة المعمارية، تنافس تلك الموجودة في شمال إيطاليا. شكّل غينت وبروج وإيبرس وفرانك بروج الأعضاء الأربعة، وهو شكل من أشكال البرلمان الذي مارس سلطة كبيرة في فلاندرز.